# 新木場駅
新木場駅（しんきばえき）は、東京都江東区新木場一丁目にある、東京地下鉄（東京メトロ）・東日本旅客鉄道（JR東日本）・東京臨海高速鉄道（TWR）の駅。

## 乗り入れ路線
以下の3社3路線が乗り入れ、相互間の接続駅となっている。
- 東京地下鉄（東京メトロ）： 有楽町線 - 当駅が終点。小竹向原駅から西武鉄道西武有楽町線・池袋線、和光市駅から東武鉄道東上本線と相互直通運転を行っている。駅番号は「Y 24」。
- 東日本旅客鉄道（JR東日本）： 京葉線 - 京葉線の列車のほか、西船橋駅から武蔵野線に乗り入れる列車も停車する。また、JRの特定都区市内制度における「東京都区内」に属するが、京葉線が東京駅に延伸されるまでは属していなかった。現時点においてこのような前歴を持つ駅は当駅と葛西臨海公園駅、おおさか東線の新加美駅の3駅のみ。駅番号は「JE 05」。
- 東京臨海高速鉄道（TWR）： りんかい線 - 当駅が起点。大崎駅からJR東日本埼京線・川越線と相互直通運転を行っている。駅番号は「R 01」。

## 歴史
- 1988年（昭和63年）
  - 6月8日：帝都高速度交通営団（営団地下鉄）有楽町線の新木場駅が開業[1][新聞 1]。
  - 12月1日：京葉線の新木場駅が開業し、乗換駅となる（開業当初は当駅が終点）[新聞 2][新聞 3]。
- 1990年（平成2年）3月10日：京葉線が東京まで延伸開業、途中駅となる[新聞 4]。同時に東京都区内エリアに組み込まれる。
- 1993年（平成5年）12月1日：京葉線の快速が土休日に停車を開始[2]。
- 1996年（平成8年）3月30日：東京臨海高速鉄道臨海副都心線（後のりんかい線）の新木場駅が開業（開業当初は新木場 - 東京テレポート間）[新聞 5]。
- 2001年（平成13年）11月18日：JR東日本でICカード「Suica」の利用が可能となる[報道 1]。
- 2002年（平成14年）12月1日：東京臨海高速鉄道りんかい線の天王洲アイル - 大崎間の延伸開業・全線開通に伴い、JR埼京線とりんかい線の相互直通運転を開始[報道 2]。りんかい線でも「Suica」の利用が可能となる[報道 2]。
- 2004年（平成16年）
  - 4月1日：帝都高速度交通営団（営団地下鉄）民営化に伴い、有楽町線の駅は東京地下鉄（東京メトロ）に継承される[報道 3]。
  - 10月16日：JR東日本のダイヤ改正に伴い、京葉線の通勤快速が停車を開始[報道 4]。
- 2007年（平成19年）
  - 3月18日：東京メトロでICカード「PASMO」の利用が可能となる[報道 5]。
  - 3月24日：京葉線ホームに発車メロディを導入。
- 2008年（平成20年）5月3日：地下鉄有楽町線の当駅から小田急小田原線本厚木駅までの臨時特急列車「ベイリゾート」号の運転を開始[3]。
- 2011年（平成23年）9月24日：この日をもって「ベイリゾート」号の運転を休止[報道 6][4]。
- 2013年（平成25年）6月29日：有楽町線ホームでホームドアの使用を開始[報道 7]。
- 2016年（平成28年）9月25日：京葉線ホームに東京圏輸送管理システム (ATOS) を導入。接近メロディの使用を開始[5]。
- 2022年（令和4年）7月31日：みどりの窓口の営業を終了[6][7]。

## 駅構造

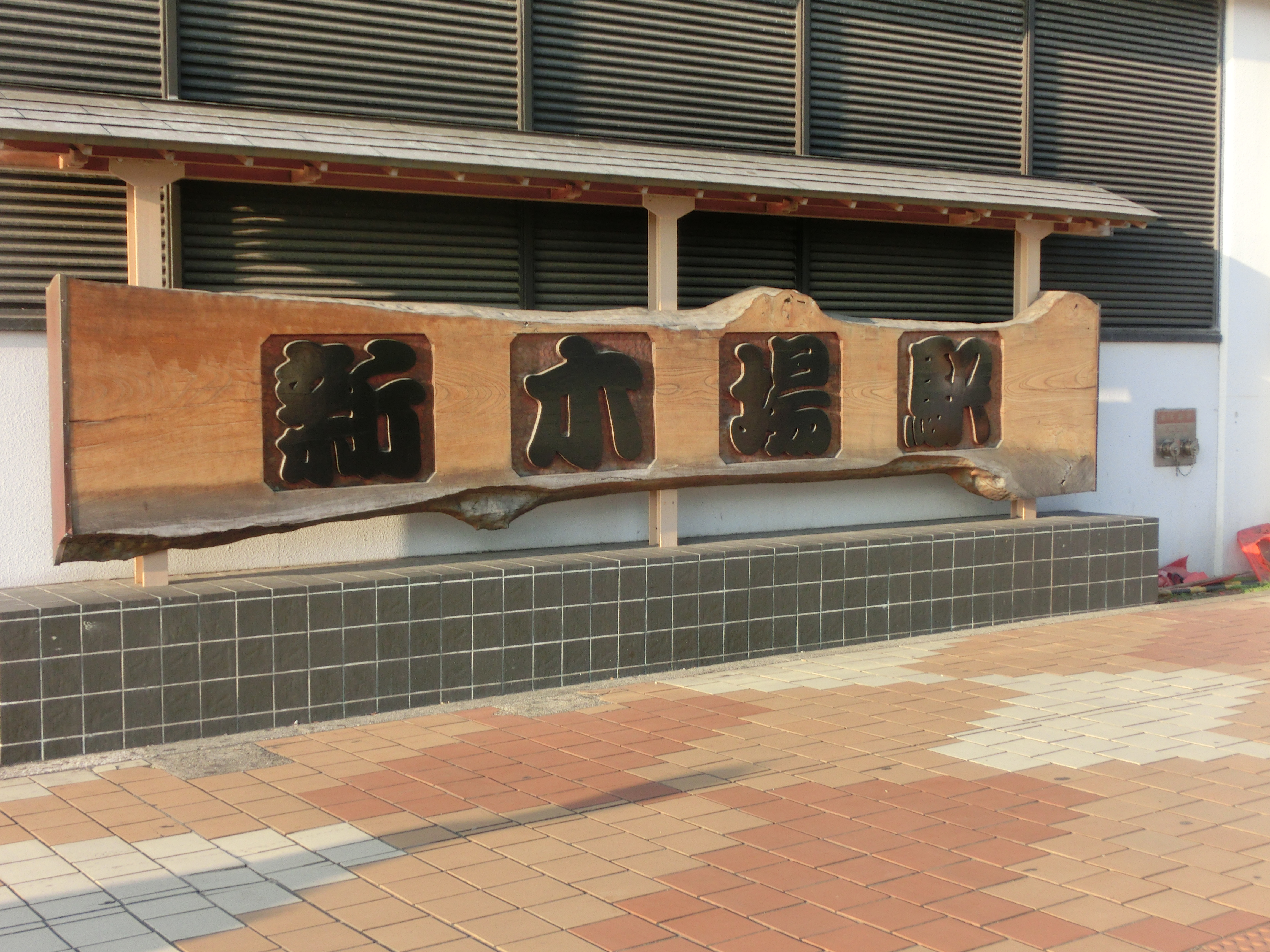
新木場駅外壁につけられた駅名看板（2016年）

JR京葉線ホームが4階、コンコースが3階、東京メトロ有楽町線ホームと東京臨海高速鉄道りんかい線ホームが2階にある。
駅の建設にあたり、地元の東京新木場木材商工協同組合などから、木材の町のシンボル駅として木造建築を強く要望されたが、建築基準法や消防法の規制による制約のため、木を化粧材のように利用する形態になった経緯がある。屋根は切妻風とし、柱や梁は浮き出させ、白壁造りの「純木造風建築物」をイメージした外観となっている。駅構内でも階段の笠木（かさぎ）や手すりに木材の集成材を使用しているほか、券売機の腰壁、有楽町線ホームへの階段周囲の腰壁、一部ホームの柱にはヒノキの間伐材を使用し、木の香りと木材特有の暖かさを感じさせるものとした。
東京新木場木材商工協同組合の協力により、木材をテーマにした3体の木製レリーフと、木材に江戸文字で書かれた駅名看板が設置されている。駅名看板は、樹齢150年、長さ6メートル、高さ90センチメートル、厚さ23センチメートルの茨城県産ケヤキ材を使用したものである。3体のレリーフは「海とみやこどり」（有楽町線改札付近・現存）、「さざ波と岩」（現存せず）、「荒海」（現存せず）で、木場の街の駅であることを利用者に強くアピールしている。「海とみやこどり」は、ヒバとケヤキを使用し、有楽町線とJR京葉線が当駅で接続された姿をケヤキ丸太（群馬県産・樹齢350年）の結合で表現している。デザインは、日本の木工技術の伝統的な継手を配し、おだやかな波間にユリカモメが舞っている様を表したものとなっている。「さざ波と岩」は、ナラの集成材を使用し、穏やかなさざ波を表現した。海岩・岩のイメージとして御影石を配置し、質感の対比により木材の暖かさを強調している。「荒海」は、ヒノキの間伐材を六面加工し、激しい波を表現した。スギ板と無垢のスギ（秋田スギ・樹齢150年）の流木を、波間に見え隠れさせている。
1階部分に当たる高架下には飲食店が軒を連ねている。3社とも1か所のコンコースを共用（管理は東京メトロが担当）しており、改札もそれぞれが隣接している。
東京臨海高速鉄道りんかい線は、コミックマーケットをはじめとする年に数回開催される沿線でのイベントに対応するため、混雑時に備えて改札横に臨時出札窓口を数箇所設けている。

### 東京メトロ
島式ホーム1面2線を有する高架駅。駅東側の荒川沿いに新木場車両基地があり、ここに通じる線路が引き上げ線として利用されている。渡り線は引き上げ線側にあるため、ホームで直接和光市方面に折り返すことはできず、新木場駅に到着した列車は全て回送電車として引き上げ線へ入線して折り返しを行う。
当駅は「大手町駅務管区新木場地域」として近隣の駅を管理している。
辰巳駅寄りの有楽町線本線沿いの南側には「地下鉄新木場ビル」があり、有楽町線の乗務区、技術区、変電所、モーターカー車庫、信号機器室などが収容されている。新木場変電所部は2階建て、乗務区部は3階建て、技術区部は4階建て構造となっており、技術区部の3階は有楽町線本線と同レベルとなっており、モーターカー庫からの線路が本線と直角に交差している。現在は有楽町線の運転士が所属する新木場運転事務室、有楽町・副都心線工務区、有楽町・副都心線電機区、有楽町・副都心線信通区新木場分室が配置されている。

#### のりば
| 番線 | 路線     | 行先                       |
| ---- | -------- | -------------------------- |
| 1    | 有楽町線 | 降車ホーム                 |
| 2    | 有楽町線 | 和光市・森林公園・飯能方面 |

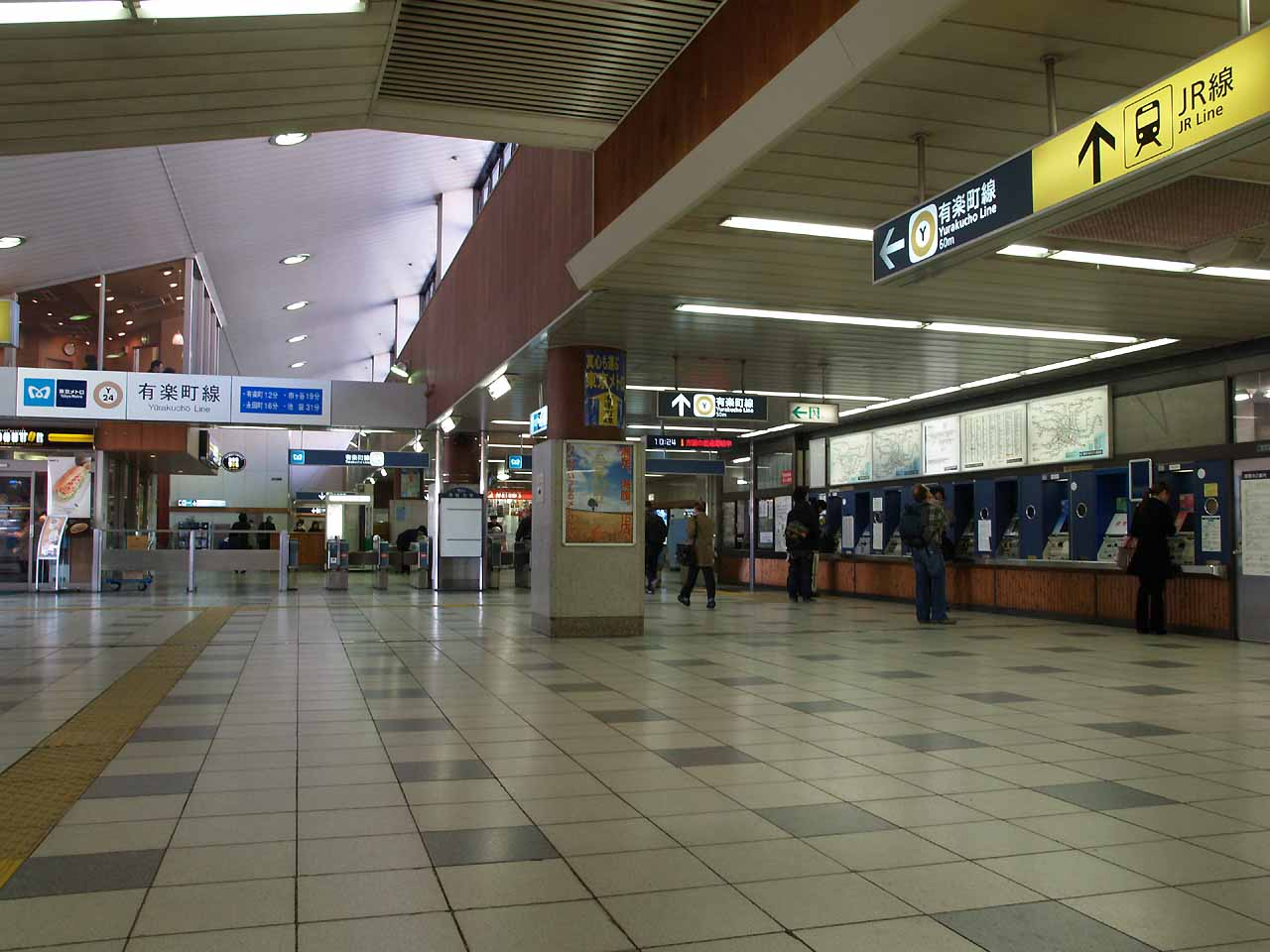
東京メトロ線改札口（2008年2月）
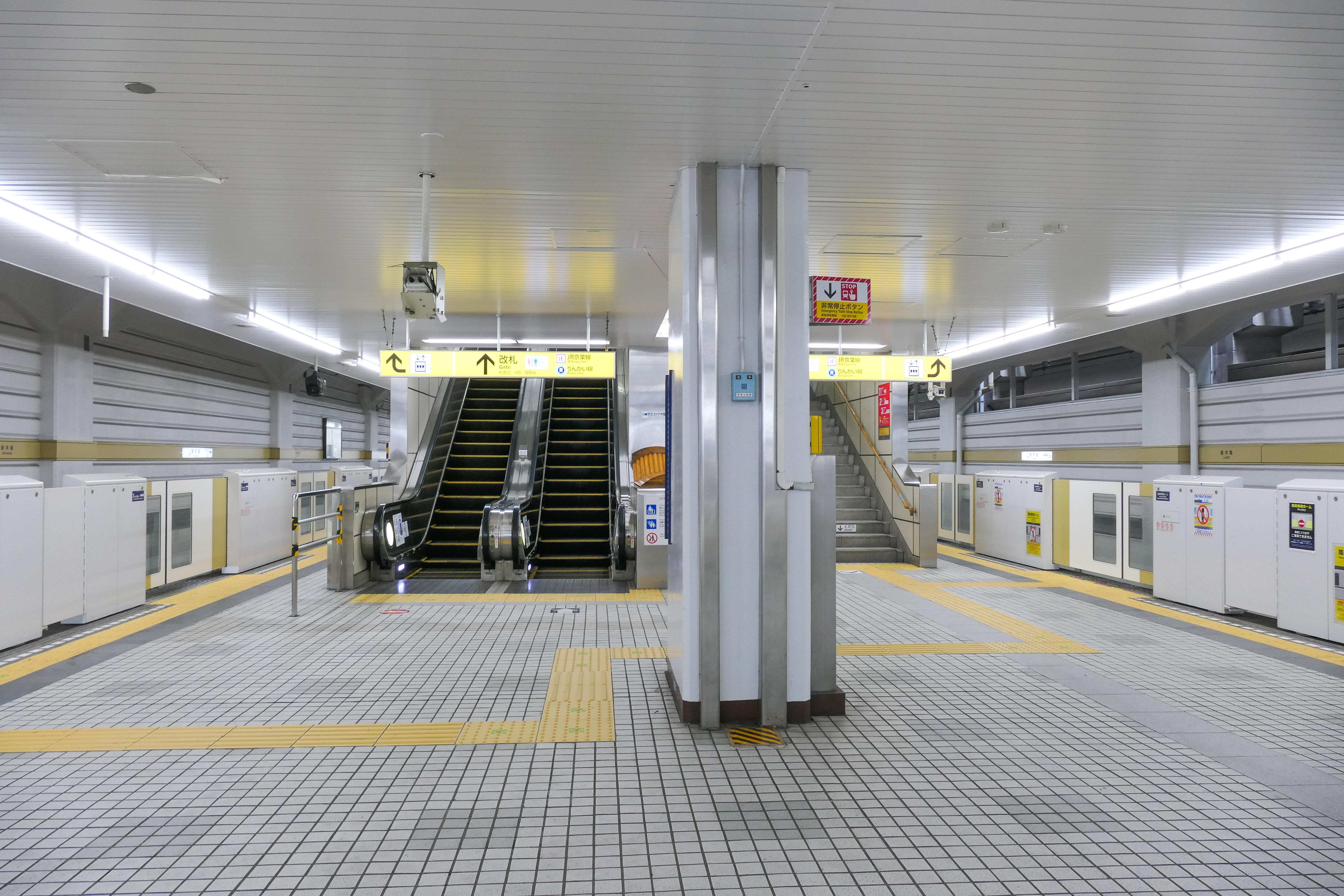
ホーム（2021年6月）

#### 発車メロディ
2番線のみ、2013年（平成25年）6月29日からスイッチ制作の発車メロディ（発車サイン音）を使用している。
曲は「明日はきっと」（塩塚博作曲）である。

### JR東日本
島式ホーム1面2線を有する高架駅。改札階とホームを連絡する階段は当初は2か所あったが、朝のラッシュ時には不足気味で、改札を抜けるまでに時間がかかることもあった。このため、2020年東京オリンピックを控えて改良工事が行われ、改札内コンコースを東京寄りに拡張して階段とエレベーターを増設し、2019年（令和元年）12月26日に供用開始した。また、改良工事に併せて改札内の駅ナカ店舗の工事が行われ、2019年（令和元年）12月26日にNewDaysが先行開業したほか、BECK'S COFFEE SHOPが2020年（令和2年）6月29日に、いろり庵きらくが同年7月3日に開業した。
千葉支社管轄の直営駅で、自動券売機、多機能券売機、指定席券売機、自動改札機、自動精算機が設置されている。管理駅として潮見駅・葛西臨海公園駅を管理下におく。
京葉線の部分開業時には蘇我方にある両渡り線を使用して折り返していたが、当駅 - 東京駅間の開業後は使用停止扱いとされ、当駅での折り返しは不可能となった。しかし、2006年（平成18年）9月28日に発生した東京駅機器室の火災事故に伴い、連動装置を整備し、折り返し機能を復活させた。以後は異常時対応用として、常時使用可能な状態を維持している。
蘇我寄りにはりんかい線との連絡線がある。全線開業前は70-000形電車が検査などのために京葉電車区（現：京葉車両センター）や蘇我経由で大井工場（現：東京総合車両センター）へ自力回送したり、団体臨時列車が運行されたこともあるが、定期列車が運行されたことは一度もない。これについては京葉線#りんかい線との関係も参照のこと。
有楽町線への乗り換え客も多く、それまで通過していた京葉線の通勤快速の停車を求める乗客の要望があったため、2004年（平成16年）10月16日のダイヤ改正より停車するようになっている。なお、特急列車が定期的に停車したことはないが、金曜夜の「さざなみ」と土曜・休日の「わかしお」を中心に期間を限定して当駅に臨時停車した実績がある。2009年（平成21年）には3月6日から6月26日（3月20日を除く）までの毎週金曜日および3月19日に「さざなみ21号」が臨時停車していた。

#### のりば
| 番線 | 路線     | 方向 | 行先               |
| ---- | -------- | ---- | ------------------ |
| 1    | 京葉線   | 下り | 新浦安・蘇我方面   |
| 1    | 武蔵野線 | -    | 西船橋・新松戸方面 |
| 2    | 京葉線   | 上り | 東京方面           |

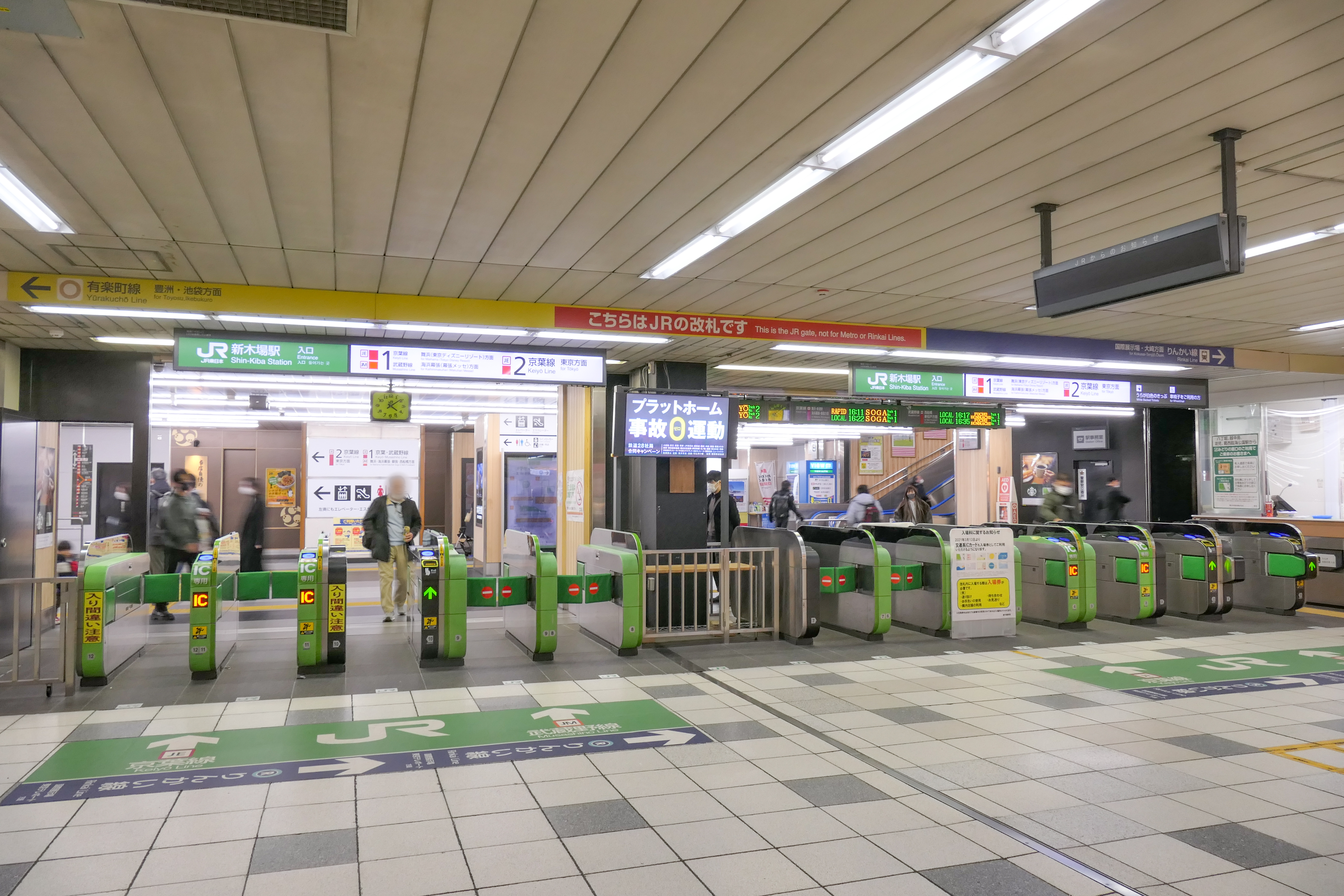
JR線改札口（2021年12月）
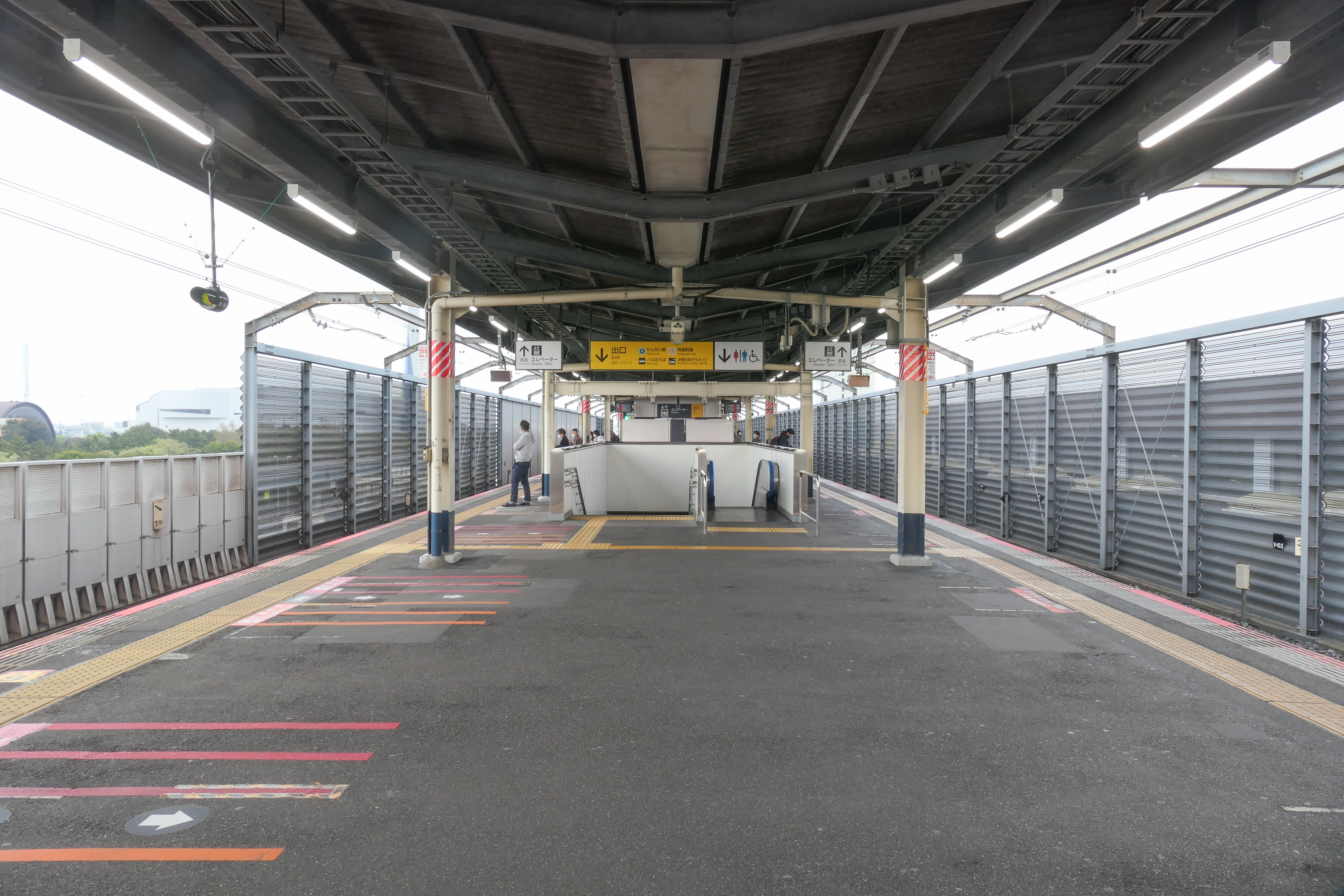
ホーム（2023年4月）

| 運転番線 | 営業番線  | ホーム | 東京方面着発 | 大崎方面着発 | 西船橋・蘇我方面着発 | 備考       |
| -------- | --------- | ------ | ------------ | ------------ | -------------------- | ---------- |
| 1        | 1         | 10両分 | 到着可       | 不可         | 到着・出発可         | 下り主本線 |
| 東臨1    | （東臨）2 | 10両分 | 不可         | 到着・出発可 | 出発可               |            |
| 東臨2    | （東臨）1 | 10両分 | 不可         | 到着・出発可 | 到着可               |            |
| 2        | 2         | 10両分 | 出発可       | 不可         | 到着・出発可         | 上り主本線 |

- 主本線を発着する場合は通過が可能。ただし大崎方面は不可。

（出典：祖田圭介（鉄道総合技術研究所）「武蔵野線・京葉線 建設の経緯と線路配線」『鉄道ピクトリアル』第52巻第8号（通巻720号）、電気車研究会、2002年8月1日、55頁、ISSN 0040-4047。）

### 東京臨海高速鉄道
島式ホーム1面2線を有する高架駅。前記のように、JR京葉線との間に連絡線がある。

#### のりば
| 番線 | 路線       | 行先                                  |
| ---- | ---------- | ------------------------------------- |
| 1・2 | りんかい線 | 大崎・ 埼京線（渋谷・新宿・池袋）方面 |

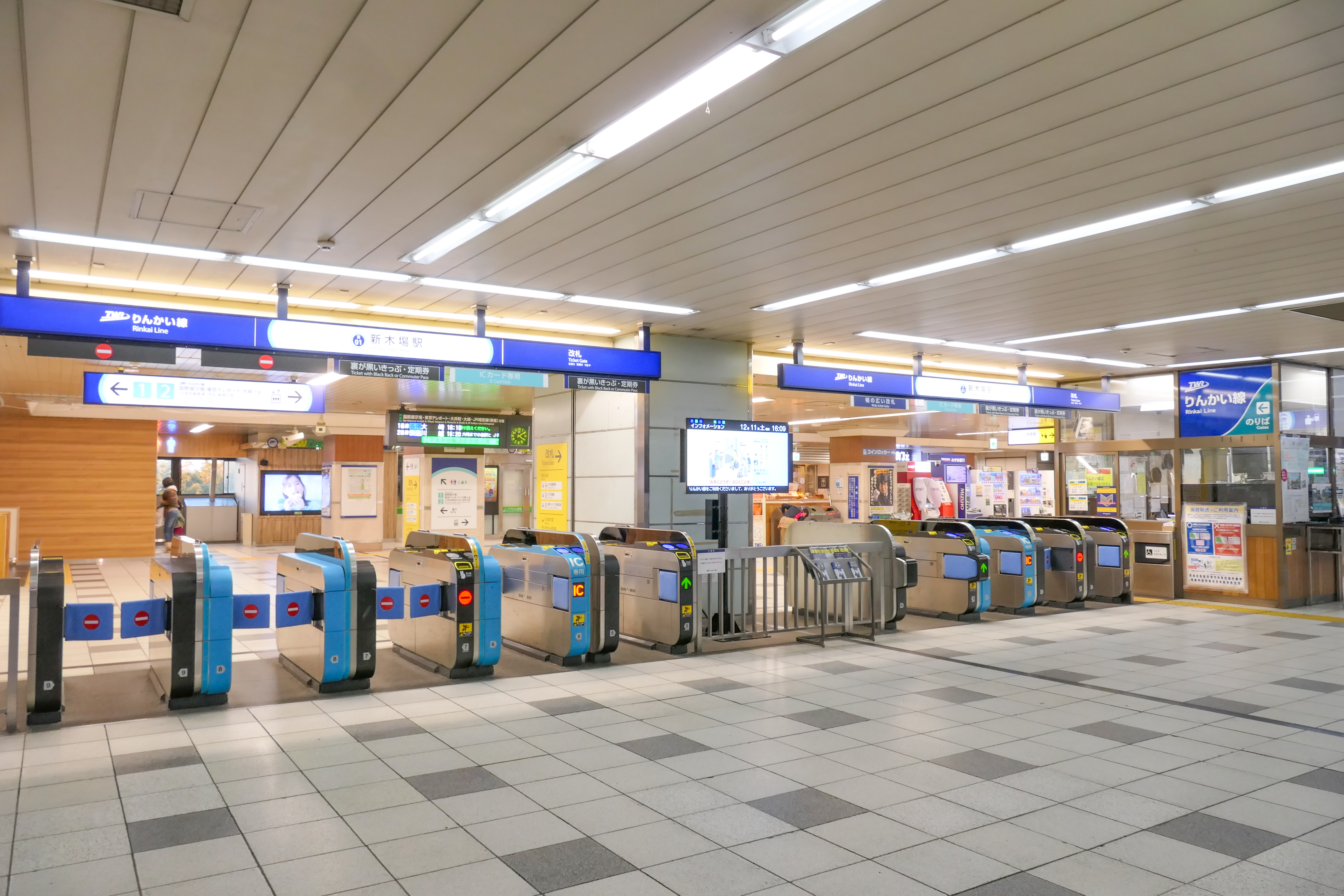
りんかい線改札口（2021年12月）
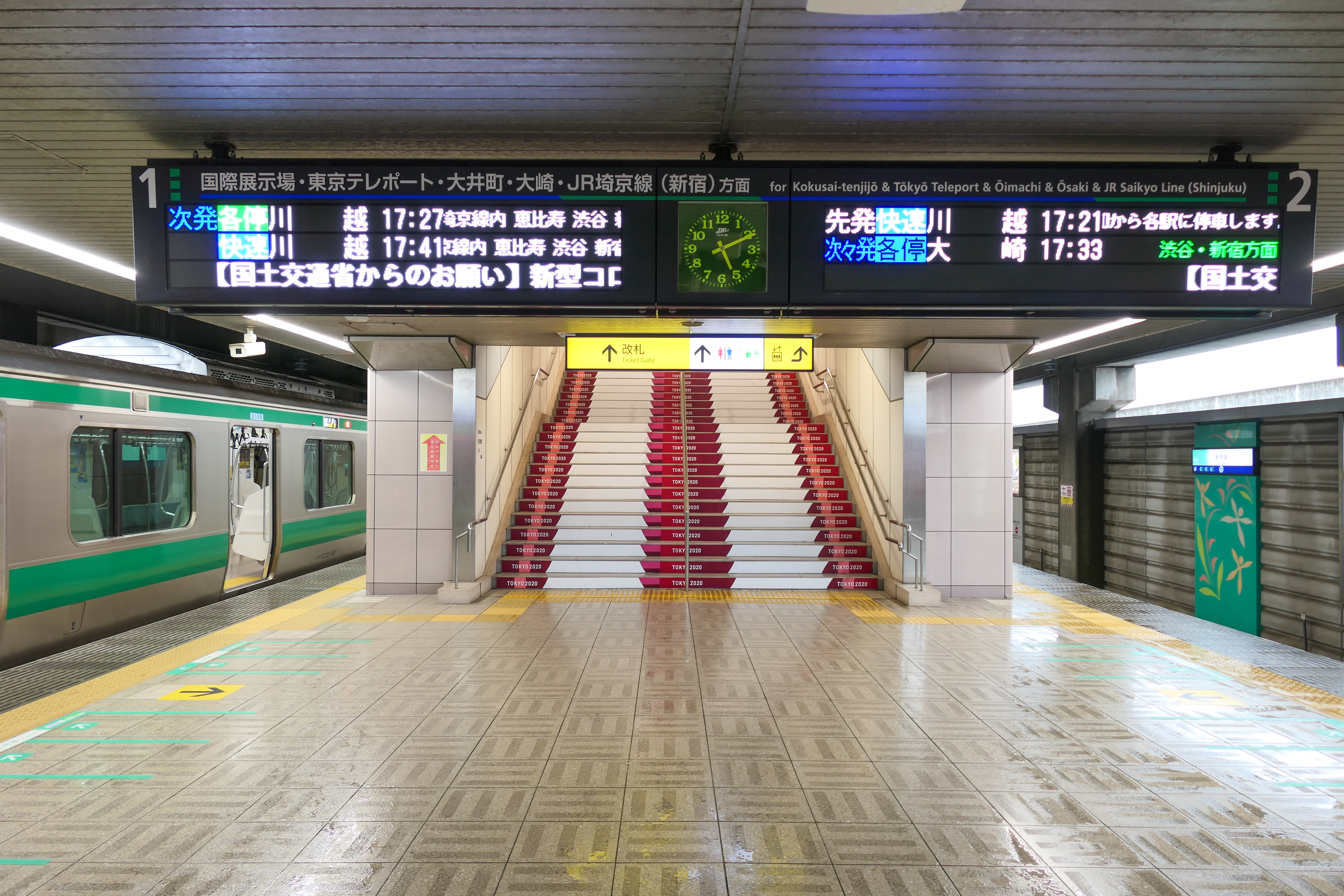
ホーム（2021年7月）

#### 発車メロディ
開業当初から東洋メディアリンクス制作の発車メロディを使用している。
| 1 | R | Cielo Estrellado |
| 2 | R | Water Crown      |

## 利用状況
平日は朝夕に主に通勤・通学客で混雑する。特に、夕方のラッシュ時に快速が運行されていた時期（2024年〈令和6年〉以前）には、乗り換え客がホームに滞留して危険な状態になったこともあった。また、休日は主に東京ディズニーリゾートや葛西臨海公園、お台場などへ向かう行楽客で賑わう。また、幕張メッセや東京ビッグサイトでのイベント開催時にも混雑することがあり、日によって乗降人員に変動がある。

### 東京メトロ
2024年度（令和6年度）の1日平均乗降人員は95,764人である。東京メトロ全130駅の中では、虎ノ門駅に次いで第39位。利用客は増加傾向であり、2017年度（平成29年度）には乗降客数が10万人を超えた。
開業後以降の推移は以下のとおりである。
| 1日平均乗車人員・乗降人員推移（営団／東京メトロ） | 1日平均乗車人員・乗降人員推移（営団／東京メトロ） | 1日平均乗車人員・乗降人員推移（営団／東京メトロ） | 1日平均乗車人員・乗降人員推移（営団／東京メトロ） | 1日平均乗車人員・乗降人員推移（営団／東京メトロ） | 1日平均乗車人員・乗降人員推移（営団／東京メトロ） | 1日平均乗車人員・乗降人員推移（営団／東京メトロ） | 1日平均乗車人員・乗降人員推移（営団／東京メトロ） | 1日平均乗車人員・乗降人員推移（営団／東京メトロ） | 1日平均乗車人員・乗降人員推移（営団／東京メトロ） |
| 年度                                              | 乗車人員                                          | 乗降人員                                          | 乗降人員                                          | 乗降人員                                          | 乗降人員                                          | 乗降人員                                          | 出典                                              | 出典                                              | 出典                                              |
| 年度                                              | 乗車人員                                          | 定期外                                            | 定期                                              | 合計                                              | 増加率                                            | 順位                                              | メトロ                                            | 関東広告                                          | 東京都                                            |
| ------------------------------------------------- | ------------------------------------------------- | ------------------------------------------------- | ------------------------------------------------- | ------------------------------------------------- | ------------------------------------------------- | ------------------------------------------------- | ------------------------------------------------- | ------------------------------------------------- | ------------------------------------------------- |
| 1988年（昭和63年）                                | 12,862                                            |                                                   |                                                   |                                                   |                                                   |                                                   |                                                   |                                                   | [ 都 1 ]                                          |
| 1989年（平成元年）                                | 42,912                                            |                                                   |                                                   |                                                   |                                                   |                                                   |                                                   |                                                   | [ 都 2 ]                                          |
| 1990年（平成02年）                                | 26,929                                            |                                                   |                                                   |                                                   |                                                   |                                                   |                                                   |                                                   | [ 都 3 ]                                          |
| 1991年（平成03年）                                | 25,609                                            |                                                   |                                                   |                                                   |                                                   |                                                   |                                                   |                                                   | [ 都 4 ]                                          |
| 1992年（平成04年）                                | 27,077                                            |                                                   |                                                   |                                                   |                                                   |                                                   |                                                   |                                                   | [ 都 5 ]                                          |
| 1993年（平成05年）                                | 29,000                                            |                                                   |                                                   |                                                   |                                                   |                                                   |                                                   |                                                   | [ 都 6 ]                                          |
| 1994年（平成06年）                                | 31,328                                            |                                                   |                                                   |                                                   |                                                   |                                                   |                                                   |                                                   | [ 都 7 ]                                          |
| 1995年（平成07年）                                | 32,213                                            |                                                   |                                                   |                                                   |                                                   |                                                   |                                                   |                                                   | [ 都 8 ]                                          |
| 1996年（平成08年）                                | 34,213                                            |                                                   |                                                   |                                                   |                                                   |                                                   |                                                   |                                                   | [ 都 9 ]                                          |
| 1997年（平成09年）                                | 35,679                                            |                                                   |                                                   |                                                   |                                                   |                                                   |                                                   |                                                   | [ 都 10 ]                                         |
| 1998年（平成10年）                                | 36,184                                            |                                                   |                                                   |                                                   |                                                   |                                                   |                                                   |                                                   | [ 都 11 ]                                         |
| 1999年（平成11年）                                | 36,563                                            |                                                   |                                                   |                                                   |                                                   |                                                   |                                                   |                                                   | [ 都 12 ]                                         |
| 2000年（平成12年）                                | 38,433                                            |                                                   |                                                   | 75,956                                            | 5.0%                                              | 39位                                              | [ メ 2 ]                                          |                                                   | [ 都 13 ]                                         |
| 2001年（平成13年）                                | 40,795                                            |                                                   |                                                   | 80,253                                            | 5.7%                                              | 38位                                              | [ メ 3 ]                                          |                                                   | [ 都 14 ]                                         |
| 2002年（平成14年）                                | 40,299                                            |                                                   |                                                   | 79,884                                            | −0.5%                                             | 38位                                              | [ メ 4 ]                                          |                                                   | [ 都 15 ]                                         |
| 2003年（平成15年）                                | 38,803                                            | 34,722                                            | 42,726                                            | 77,448                                            | −3.5%                                             | 40位                                              | [ メ 5 ]                                          | [ 関広 1 ]                                        | [ 都 16 ]                                         |
| 2004年（平成16年）                                | 39,381                                            | 36,263                                            | 42,876                                            | 79,139                                            | 2.2%                                              | 38位                                              | [ メ 6 ]                                          | [ 関広 2 ]                                        | [ 都 17 ]                                         |
| 2005年（平成17年）                                | 41,000                                            | 37,661                                            | 43,938                                            | 81,599                                            | 3.1%                                              | 40位                                              | [ メ 7 ]                                          | [ 関広 3 ]                                        | [ 都 18 ]                                         |
| 2006年（平成18年）                                | 42,622                                            | 40,005                                            | 45,504                                            | 85,509                                            | 4.8%                                              | 39位                                              | [ メ 8 ]                                          | [ 関広 4 ]                                        | [ 都 19 ]                                         |
| 2007年（平成19年）                                | 46,270                                            | 42,593                                            | 49,890                                            | 92,483                                            | 8.2%                                              | 38位                                              | [ メ 9 ]                                          | [ 関広 5 ]                                        | [ 都 20 ]                                         |
| 2008年（平成20年）                                | 48,115                                            | 43,424                                            | 52,502                                            | 95,926                                            | 3.7%                                              | 36位                                              | [ メ 10 ]                                         | [ 関広 6 ]                                        | [ 都 21 ]                                         |
| 2009年（平成21年）                                | 48,384                                            | 41,179                                            | 54,620                                            | 95,799                                            | −0.1%                                             | 37位                                              | [ メ 11 ]                                         | [ 関広 7 ]                                        | [ 都 22 ]                                         |
| 2010年（平成22年）                                | 48,482                                            | 40,040                                            | 55,880                                            | 95,920                                            | 0.1%                                              | 36位                                              | [ メ 12 ]                                         | [ 関広 8 ]                                        | [ 都 23 ]                                         |
| 2011年（平成23年）                                | 47,320                                            | 38,719                                            | 55,064                                            | 93,783                                            | −2.2%                                             | 36位                                              | [ メ 13 ]                                         | [ 関広 9 ]                                        | [ 都 24 ]                                         |
| 2012年（平成24年）                                | 48,426                                            | 40,716                                            | 56,136                                            | 96,852                                            | 3.3%                                              | 36位                                              | [ メ 14 ]                                         | [ 関広 10 ]                                       | [ 都 25 ]                                         |
| 2013年（平成25年）                                | 51,216                                            | 43,251                                            | 57,792                                            | 101,043                                           | 4.3%                                              | 34位                                              | [ メ 15 ]                                         | [ 関広 11 ]                                       | [ 都 26 ]                                         |
| 2014年（平成26年）                                | 51,668                                            | 44,060                                            | 58,230                                            | 102,290                                           | 1.2%                                              | 34位                                              | [ メ 16 ]                                         | [ 関広 12 ]                                       | [ 都 27 ]                                         |
| 2015年（平成27年）                                | 52,948                                            | 45,230                                            | 59,766                                            | 104,996                                           | 2.6%                                              | 34位                                              | [ メ 17 ]                                         | [ 関広 13 ]                                       | [ 都 28 ]                                         |
| 2016年（平成28年）                                | 54,373                                            | 46,699                                            | 61,256                                            | 107,955                                           | 2.8%                                              | 34位                                              | [ メ 18 ]                                         | [ 関広 14 ]                                       | [ 都 29 ]                                         |
| 2017年（平成29年）                                | 55,318                                            | 47,407                                            | 62,434                                            | 109,841                                           | 1.7%                                              | 34位                                              | [ メ 19 ]                                         | [ 関広 15 ]                                       | [ 都 30 ]                                         |
| 2018年（平成30年）                                | 56,348                                            | 48,854                                            | 63,018                                            | 111,872                                           | 1.8%                                              | 35位                                              | [ メ 20 ]                                         | [ 関広 16 ]                                       | [ 都 31 ]                                         |
| 2019年（令和元年）                                | 55,489                                            | 46,782                                            | 63,344                                            | 110,126                                           | −1.6%                                             | 36位                                              | [ メ 21 ]                                         | [ 関広 17 ]                                       | [ 都 32 ]                                         |
| 2020年（令和02年）                                | 33,167                                            | 23,231                                            | 42,870                                            | 66,101                                            | −40.0%                                            | 39位                                              | [ メ 22 ]                                         | [ 関広 18 ]                                       | [ 都 33 ]                                         |
| 2021年（令和03年）                                | 35,956                                            | 30,302                                            | 41,266                                            | 71,568                                            | 8.3%                                              | 36位                                              | [ メ 23 ]                                         | [ 関広 19 ]                                       | [ 都 34 ]                                         |
| 2022年（令和04年）                                | 42,066                                            | 38,628                                            | 44,888                                            | 83,516                                            | 16.7%                                             | 37位                                              | [ メ 24 ]                                         | [ 関広 20 ]                                       | [ 都 35 ]                                         |
| 2023年（令和05年）                                |                                                   | 43,716                                            | 47,520                                            | 91,236                                            | 9.2%                                              | 38位                                              | [ メ 25 ]                                         | [ 関広 21 ]                                       |                                                   |
| 2023年（令和05年）                                |                                                   |                                                   |                                                   | 95,764                                            | 5.0%                                              | 39位                                              | [ メ 1 ]                                          |                                                   |                                                   |

備考
1. ↑  1988年（昭和63年）6月8日に開業。開業日から1989年（平成元年）3月31日までの計297日間を集計したデータ。

### JR東日本
2023年度（令和5年度）の1日平均乗車人員は67,206人である。JR東日本全体では、水道橋駅に次いで第60位。また、京葉線内の中間駅の中では舞浜駅に次いで利用客数が多い。
開業後以降の推移は以下のとおりである。
| 1日平均乗車人員推移（JR東日本） | 1日平均乗車人員推移（JR東日本） | 1日平均乗車人員推移（JR東日本） | 1日平均乗車人員推移（JR東日本） | 1日平均乗車人員推移（JR東日本） | 1日平均乗車人員推移（JR東日本） | 1日平均乗車人員推移（JR東日本） | 1日平均乗車人員推移（JR東日本） |
| 年度                            | 定期外                          | 定期                            | 合計                            | 前年度比                        | 順位                            | 出典                            | 出典                            |
| 年度                            | 定期外                          | 定期                            | 合計                            | 前年度比                        | 順位                            | JR                              | 東京都                          |
| ------------------------------- | ------------------------------- | ------------------------------- | ------------------------------- | ------------------------------- | ------------------------------- | ------------------------------- | ------------------------------- |
| 1988年（昭和63年）              |                                 |                                 | 71,983                          |                                 |                                 |                                 | [ 都 36 ]                       |
| 1989年（平成元年）              |                                 |                                 | 36,685                          |                                 |                                 |                                 | [ 都 37 ]                       |
| 1990年（平成02年）              |                                 |                                 | 27,162                          |                                 |                                 |                                 | [ 都 38 ]                       |
| 1991年（平成03年）              |                                 |                                 | 26,260                          |                                 |                                 |                                 | [ 都 39 ]                       |
| 1992年（平成04年）              |                                 |                                 | 27,879                          |                                 |                                 |                                 | [ 都 5 ]                        |
| 1993年（平成05年）              |                                 |                                 | 29,841                          |                                 |                                 |                                 | [ 都 6 ]                        |
| 1994年（平成06年）              |                                 |                                 | 31,518                          |                                 |                                 |                                 | [ 都 7 ]                        |
| 1995年（平成07年）              |                                 |                                 | 32,642                          |                                 |                                 |                                 | [ 都 8 ]                        |
| 1996年（平成08年）              |                                 |                                 | 35,896                          |                                 |                                 |                                 | [ 都 9 ]                        |
| 1997年（平成09年）              |                                 |                                 | 37,134                          |                                 |                                 |                                 | [ 都 40 ]                       |
| 1998年（平成10年）              |                                 |                                 | 37,564                          |                                 |                                 |                                 | [ 都 11 ]                       |
| 1999年（平成11年）              |                                 |                                 | 38,962                          |                                 |                                 |                                 | [ 都 12 ]                       |
| 2000年（平成12年）              |                                 |                                 | 41,550                          |                                 | 96位                            | [ JR 2 ]                        | [ 都 41 ]                       |
| 2001年（平成13年）              |                                 |                                 | 45,739                          |                                 | 90位                            | [ JR 3 ]                        | [ 都 42 ]                       |
| 2002年（平成14年）              |                                 |                                 | 48,342                          |                                 | 89位                            | [ JR 4 ]                        | [ 都 43 ]                       |
| 2003年（平成15年）              |                                 |                                 | 52,625                          |                                 | 84位                            | [ JR 5 ]                        | [ 都 44 ]                       |
| 2004年（平成16年）              |                                 |                                 | 53,518                          |                                 | 83位                            | [ JR 6 ]                        | [ 都 45 ]                       |
| 2005年（平成17年）              |                                 |                                 | 55,653                          |                                 | 75位                            | [ JR 7 ]                        | [ 都 46 ]                       |
| 2006年（平成18年）              |                                 |                                 | 58,886                          |                                 | 71位                            | [ JR 8 ]                        | [ 都 47 ]                       |
| 2007年（平成19年）              |                                 |                                 | 62,674                          |                                 | 64位                            | [ JR 9 ]                        | [ 都 48 ]                       |
| 2008年（平成20年）              |                                 |                                 | 65,432                          |                                 | 63位                            | [ JR 10 ]                       | [ 都 49 ]                       |
| 2009年（平成21年）              |                                 |                                 | 65,813                          |                                 | 63位                            | [ JR 11 ]                       | [ 都 50 ]                       |
| 2010年（平成22年）              |                                 |                                 | 65,780                          |                                 | 62位                            | [ JR 12 ]                       | [ 都 51 ]                       |
| 2011年（平成23年）              |                                 |                                 | 64,487                          |                                 | 63位                            | [ JR 13 ]                       | [ 都 52 ]                       |
| 2012年（平成24年）              | 25,429                          | 42,160                          | 67,590                          |                                 | 64位                            | [ JR 14 ]                       | [ 都 53 ]                       |
| 2013年（平成25年）              | 27,424                          | 43,407                          | 70,831                          |                                 | 61位                            | [ JR 15 ]                       | [ 都 54 ]                       |
| 2014年（平成26年）              | 28,411                          | 43,302                          | 71,713                          |                                 | 60位                            | [ JR 16 ]                       | [ 都 55 ]                       |
| 2015年（平成27年）              | 29,509                          | 44,641                          | 74,150                          |                                 | 59位                            | [ JR 17 ]                       | [ 都 56 ]                       |
| 2016年（平成28年）              | 30,241                          | 45,507                          | 75,748                          | 2.2%                            | 60位                            | [ JR 18 ]                       | [ 都 57 ]                       |
| 2017年（平成29年）              | 31,344                          | 46,530                          | 77,874                          | 2.8%                            | 58位                            | [ JR 19 ]                       | [ 都 58 ]                       |
| 2018年（平成30年）              | 31,962                          | 47,199                          | 79,161                          | 1.7%                            | 58位                            | [ JR 20 ]                       | [ 都 59 ]                       |
| 2019年（令和元年）              | 30,614                          | 48,314                          | 78,928                          | −0.3%                           | 57位                            | [ JR 21 ]                       | [ 都 60 ]                       |
| 2020年（令和02年）              | 14,736                          | 33,928                          | 48,664                          | −38.3%                          | 62位                            | [ JR 22 ]                       | [ 都 61 ]                       |
| 2021年（令和03年）              | 19,645                          | 32,311                          | 51,956                          | 6.8%                            | 63位                            | [ JR 23 ]                       | [ 都 62 ]                       |
| 2022年（令和04年）              | 26,146                          | 34,295                          | 60,442                          | 16.3%                           | 63位                            | [ JR 24 ]                       | [ 都 63 ]                       |
| 2023年（令和05年）              | 30,328                          | 36,877                          | 67,206                          | 111.2%                          | 60位                            | [ JR 1 ]                        |                                 |

備考
1. ↑  1988年（昭和63年）12月1日に開業。開業日から1989年3月31日までの計121日間を集計したデータ。

### 東京臨海高速鉄道
2023年度（令和5年度）の1日平均乗車人員は28,646人である。りんかい線内8駅中4位。
開業後以降の推移は以下のとおりである。
| 1日平均乗車人員推移（東京臨海高速鉄道） | 1日平均乗車人員推移（東京臨海高速鉄道） | 1日平均乗車人員推移（東京臨海高速鉄道） | 1日平均乗車人員推移（東京臨海高速鉄道） |
| 年度                                    | 乗車人員                                | 出典                                    | 出典                                    |
| 年度                                    | 乗車人員                                | 臨海                                    | 東京都                                  |
| --------------------------------------- | --------------------------------------- | --------------------------------------- | --------------------------------------- |
| 1996年（平成08年）                      | 7,436                                   |                                         | [ 都 9 ]                                |
| 1997年（平成09年）                      | 9,784                                   |                                         | [ 都 64 ]                               |
| 1998年（平成10年）                      | 10,189                                  |                                         | [ 都 11 ]                               |
| 1999年（平成11年）                      | 12,150                                  |                                         | [ 都 12 ]                               |
| 2000年（平成12年）                      | 14,121                                  |                                         | [ 都 65 ]                               |
| 2001年（平成13年）                      | 16,260                                  |                                         | [ 都 66 ]                               |
| 2002年（平成14年）                      | 18,156                                  |                                         | [ 都 67 ]                               |
| 2003年（平成15年）                      | 21,423                                  |                                         | [ 都 68 ]                               |
| 2004年（平成16年）                      | 21,699                                  |                                         | [ 都 69 ]                               |
| 2005年（平成17年）                      | 23,132                                  |                                         | [ 都 70 ]                               |
| 2006年（平成18年）                      | 23,414                                  |                                         | [ 都 71 ]                               |
| 2007年（平成19年）                      | 25,030                                  |                                         | [ 都 72 ]                               |
| 2008年（平成20年）                      | 26,411                                  |                                         | [ 都 73 ]                               |
| 2009年（平成21年）                      | 26,630                                  |                                         | [ 都 74 ]                               |
| 2010年（平成22年）                      | 26,437                                  |                                         | [ 都 75 ]                               |
| 2011年（平成23年）                      | 25,887                                  |                                         | [ 都 76 ]                               |
| 2012年（平成24年）                      | 29,026                                  |                                         | [ 都 77 ]                               |
| 2013年（平成25年）                      | 30,312                                  |                                         | [ 都 78 ]                               |
| 2014年（平成26年）                      | 30,896                                  |                                         | [ 都 79 ]                               |
| 2015年（平成27年）                      | 31,651                                  |                                         | [ 都 80 ]                               |
| 2016年（平成28年）                      | 32,062                                  |                                         | [ 都 81 ]                               |
| 2017年（平成29年）                      | 33,268                                  | [ 臨 2 ]                                | [ 都 82 ]                               |
| 2018年（平成30年）                      | 34,148                                  | [ 臨 2 ]                                | [ 都 83 ]                               |
| 2019年（令和元年）                      | 33,807                                  | [ 臨 2 ]                                | [ 都 84 ]                               |
| 2020年（令和02年）                      | 19,624                                  | [ 臨 3 ]                                | [ 都 85 ]                               |
| 2021年（令和03年）                      | 21,121                                  | [ 臨 3 ]                                | [ 都 86 ]                               |
| 2022年（令和04年）                      | 24,783                                  | [ 臨 3 ]                                | [ 都 87 ]                               |
| 2023年（令和05年）                      | 28,646                                  | [ 臨 1 ]                                |                                         |

## 駅周辺
駅周辺には、駅名の通り貯木場や木材関連企業が多数立地する。近年では、スポーツ施設や大手IT企業も存在している。2019年（令和元年）11月7日には、JR東日本ホテルメッツ東京ベイ新木場が開業した。
江東区木場に所在する東京メトロ東西線の木場駅は、徒歩圏内ではなく、当駅とは関係ない（4 km）。
- 警視庁術科センター
- 木材・合板博物館
- 東京湾
- 夢の島公園
  - 江東区夢の島陸上競技場
  - 東京都立第五福竜丸展示館
  - 夢の島熱帯植物館
  - 東京スポーツ文化館
- 夢の島緑道公園
- 新木場緑道公園
- 新木場センタービル
  - 新木場センタービル内郵便局
- JR東日本ホテルメッツ東京ベイ新木場[報道 11] - 事前予約をすることで、駅ナカシェアオフィス「STATION WORK」が利用可能[報道 12]。
- 東京辰巳国際水泳場 - 2023年（令和5年）3月30日をもって閉館・営業を終了。
- 東京アクアティクスセンター
- 東京夢の島マリーナ
- NECソリューションイノベータ本社
- 新木場1stRING（格闘技会場）
- 東京メトロ新木場車両基地
  - 和光検車区新木場分室
  - 新木場CR
  - 総合研修訓練センター
- WILLER EXPRESS東京営業所・新木場BASE
- 湾岸道路
- 明治通り
- 首都高速湾岸線（新木場出入口）
- 東京ヘリポート

## バス路線

### 路線バス
東京都交通局（都営バス）の新木場駅前停留所があり、以下の路線が発着している。
このうち錦18系統の錦糸町駅前行は朝夕の始発便に限り、ロータリー内（3番のりば）と明治通り上（4番のりば）の2か所に連続停車する（日中の国際展示場駅前発は4番のりばのみ停車）。
| のりば | 運行事業者 | 系統・行先                                                                                | 備考                                                            |
| ------ | ---------- | ----------------------------------------------------------------------------------------- | --------------------------------------------------------------- |
| 1      | 都営バス   | 木11甲：若洲キャンプ場前                                                                  |                                                                 |
| 2      | 都営バス   | 木11甲：新木場駅前（循環）                                                                |                                                                 |
| 3      | 都営バス   | - 急行05（江東区城東シャトル）・直行03：日本科学未来館 - 錦18：錦糸町駅前／国際展示場駅前 | - 「急行05」「直行03」は土休日のみ運行 - 「錦18」は平日のみ運行 |
| 4      | 都営バス   | - 木11甲：東陽町駅前・木場駅前 - 急行05・錦18：錦糸町駅前                                 | - 「急行05」「直行03」は土休日のみ運行 - 「錦18」は平日のみ運行 |

上記のほか、東京都が2025年7月1日から2026年3月31日まで（年末年始除く）新木場駅と海の森公園を結ぶ自動運転バスを実証運行中（無料運行）。

### 高速バス
周辺には、塩浜にジェイアールバス関東東京支店があり、当駅からお台場（りんかい線利用）、葛西臨海公園・東京ディズニーリゾート・幕張メッセ・千葉マリンスタジアム（いずれも京葉線利用）などへのアクセスが至便なため、2000年代に入ってからJRバス系の高速バス路線が東京駅発着の路線を延長するなどして当駅に乗り入れている。また、2017年（平成29年）には当駅付近にWILLER EXPRESS東京営業所が設置され、同社の高速バスにも当駅発着便が設定されている。
各路線とも、当駅発は乗車のみ、当駅着は降車のみの取り扱いとなる。行先・経路は当該記事を参照。
| 運行事業者                                      | 愛称・行先 | 備考   |
| ----------------------------------------------- | --- | ------ |
| ジェイアール東海バス                            | - ドリームなごや号：金山駅・名古屋駅 - ドリーム静岡・浜松号：静岡駅・浜松駅                                               |        |
| - ジェイアールバス関東 - 西日本ジェイアールバス | 青春エコドリーム号・グランドリーム号：京都駅・大阪駅・三宮バスターミナル                                                  |        |
| 平成エンタープライズ                            | VIPライナー：梅田・難波・天王寺・堺東駅                                                                                   |        |
| WILLER EXPRESS                                  | WILLER EXPRESS：京都・梅田・天王寺・USJ／名古屋・金城ふ頭／福島駅・仙台駅／長岡駅・新潟駅・新潟古町／成田空港・芝山町役場 |        |
| - WILLER EXPRESS - 東海バス - 伊豆箱根バス      | 三島羽田シャトル：三島駅北口・三島駅南口・三島大場（伊豆箱根バス三島営業所）                                              | 昼行便 |

上記のほか、WILLER EXPRESS（長野発）が上り便のみ当駅に到着する。下り便は東京駅始発。
また、成田空港から浅草・錦糸町・豊洲エリアへの東京空港交通のリムジンバスが当駅にて2便のみ降車可能。

## 付記
- 開業前、営団地下鉄有楽町線の計画（当時終点は新富町駅）では「湾岸駅」、京葉線の計画（当時終点は西船橋駅）では「新砂町駅」と仮称されていた。後者の名前の由来は当駅の北側にある「新砂」という地名である。
- 初期の計画時点では京葉線は東京外環状線の一部となる貨物線として、新木場から台場経由で東京貨物ターミナル駅まで延伸する予定があったため、新木場 - 東京間の計画はなかった。新木場 - 東京貨物ターミナル間もトンネルは完成していたが、京葉線が東京駅を目指すことになった後にりんかい線として開業し、東京テレポート - 東臨運輸区間は回送線として利用された。蘇我寄りにある連絡線は、両線が一体の計画であった名残りでもある。
- 当駅およびその周辺の所轄警察署は従来城東警察署であったが、2008年度（平成20年度）から東京湾岸警察署に変更された。

## 隣の駅
東京地下鉄（東京メトロ）
 有楽町線
辰巳駅 (Y 23) - 新木場駅 (Y 24)
東日本旅客鉄道（JR東日本）
 京葉線
■快速
八丁堀駅 (JE 02) - 新木場駅 (JE 05) - 舞浜駅 (JE 07)
■各駅停車（武蔵野線直通含む）
潮見駅 (JE 04) - 新木場駅 (JE 05) - 葛西臨海公園駅 (JE 06)
東京臨海高速鉄道
 りんかい線
■通勤快速・■快速・■各駅停車（いずれもりんかい線内は各駅に停車） 
新木場駅 (R 01) - 東雲駅 (R 02)